# Ctenophorus tuniluki
Ctenophorus tuniluki — вид ігуаноподібних ящірок родини агамових (Agamidae). Ендемік Австралії. Описаний у 2023 році.

## Поширення і екологія
Ctenophorus tuniluki мешкають на південному сході Південної Австралії та на північному сході Вікторії, на південь і схід від річки Муррей. Вони живуть на тріодієвих пустищах і маллі.